# Heart and Soul (cançó de 1938)
«Heart and Soul» és una cançó popular, amb música de Hoagy Carmichael i lletra de Frank Loesser, publicada el 1938. La versió original de 1938 va ser interpretada per Larry Clinton i la seva orquestra, amb la veu de Bea Wain.
La melodia (o almenys la seva secció A, que consta solament de quatre concordes repetits I-vaig veure-IV-V) és molt fàcil d'interpretar al piano i la solen tocar dues persones alhora. Pel repetitiu dels acords, és una de les primeres cançons que solen aprendre els estudiants de piano. En això es pot comparar amb «Campanita del lugar». La seva progressió d'acords es va fer molt comuna en els èxits del doo-wop, i se la sol conèixer com la «progressió dels 50».
El 1939, en van entrar tres versions en les llistes d'èxits: la de Larry Clinton (aconseguint el primer lloc en les llistes), la d'Eddy Duchin (lloc 12), i la d'Al Donahue (lloc 16). La cançó va repetir èxit arribant a l'11 el 1952 interpretada per The Four Aces, al 57 el 1956 interpretada per Larry Maddox, al 18 el 1961 amb The Cleftones, i al 25 també eln 1961 amb Jan and Dean. Se'n van gravar moltes altres versions, entre les quals s'ha d'esmentar la d'Ella Fitzgerald de l'any 1960. Existeix una versió de la cançó amb una lletra infantil, titulada «I like the Flowers, I like the Mountains».